# Samostan svetog Stjepana
Samostan svetog Stjepana (arm. Սուրբ Ստեփանոս վանք, Maghartavank) je stari samostan Armenske apostolske crkve koji se nalazi u planinskom području sjeverne iranske pokrajine Zapadni Azarbajdžan, oko 15 km sjeverozapadno od grada Džolfe.
Smješten je u dubokom klancu rijeke Aras, s iranske strane na granici s Azerbajdžanom. Izgrađen je u 9. stoljeću i oštetilo ga je nekoliko potresa tijekom stoljeća, ali i ratovi Bizantskog Carstva sa Seldžucima od 11. – 12. stoljeća. Obnovljen je kada su Iranom vladali Ilhanidi, oko 1320. godine. Samostan je tada doživio sjajan kulturni i intelektualni vrhunac; u to vrijeme nastaju brojna umjetnička i književna djela, slike i iluminirani rukopisi, o temama vezanim uz religiju, povijest i filozofiju. Mnogo od ikonografske i književne izvorne produkcije Samostana svetog Stjepana danas se čuva u Erevanu (Armenija).
U ranom 15. stoljeću, novi iranski vladari Safavidi potvrđuju svoju zaštitu armenskih kršćana obnovom njihovih samostana. Međutim, ovo područje postaje mjesto osmanskih osvajanja, koji kontroliraju središnju i zapadnu Armeniju od 1513. godine. Iranski šah Abas I. zbog strateških je razloga 1604. godine odlučio preseliti 250 – 300 tisuća Armenaca prema središtu Irana, zbog čega su samostani ostali zanemareni. Međutim, u kontekstu obnove vlasti protiv Turaka, Safavidi su 1650. godine poduzeli obnovu ovih samostana, i njihova vjerskog života. Tako je 1700. godine Samostan sv. Stjepana opisao francuski putopisac Jean-Baptiste Tavernier kao relikt armenske kulture.
Samostan svetog Stjepana jedan je od tri armenska samostanska kompleksa u Iranu (druga dva su Samostan sv. Tadeja i kapela Dzordzor) koji su upisani na UNESCO-ov popis mjesta svjetske baštine u Aziji i Oceaniji 2008. godine kao "svjedočanstvo jedinstvenih vrijednosti armenske arhitekture i tradicije ukrašavanja koje su preživjele skoro 2000 godina". Samostan svjedoči o međudjelovanju armenske arhitekture i umjetnosti s utjecajima iz drugih kultura: bizantskom, pravoslavnom, asirskom, iranskom i islamskom.
- Crkva sv. Stjepana
- Samostan sa sjevera
- Detalj glavnih vrata
- Reljef na zidu u obliku hačkara
- Reljef s prizorom mučeništva sv. Stjepana

## Vanjske poveznice
- (hrv.) Armenski samostani u Iranu  Arhivirana inačica izvorne stranice od 12. kolovoza 2011. (Wayback Machine) na iran.hr, Preuzeto 27. svibnja 2011.
- (engl.) Samostan sv. Tadeja na Armeniapedia.org Preuzeto 27. svibnja 2011.
- (perz.) Hamid-Rezā Hosseini, Sound of the Ancient Bell (Avā-ye Nāghus-e Kohan – آواى ناقوس کهن), Jadid Online, 31. rujan 2008.: 
 Kraća engleska verzija: Iran's World Heritage Monastery, Jadid Online, 25. prosinca 2008.: 
Slide show (s podnaslovima na engleskom):  (5 min 41 sec)